# 三舩浪盛吉
三舩浪 盛吉（みふねなみ せいきち、1914年5月28日 - 1943年9月23日）は、昭和時代の大相撲力士。浅香山部屋→井筒部屋所属。本名は有川 盛吉。最高位は十両5枚目。

## 経歴
鹿児島県姶良郡隼人町（現霧島市）出身。同郷の横綱であった三代目西ノ海の浅香山部屋に入門。1933年1月初土俵を踏む。間もなく師匠が亡くなり、井筒部屋に移籍する。1940年1月十両昇進。連続5場所その地位にあったが、1942年5月に幕下に落ちてから休場続きで、三段目まで落ちた1943年9月23日、現役のまま死去した。

## 改名
錦江洋→三船浪→三舩浪